# Bogojina
Bogojina – wieś w Słowenii, gmina Moravske Toplice. 1 stycznia 2017 miejscowość liczyła 537 mieszkańców.